# Ramón Osorio

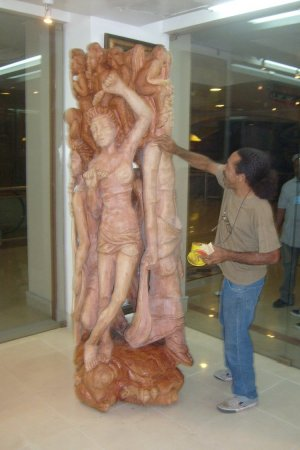
Ramón Osorio, dando cera a una de sus obras expuestas en la Galería de Arte Shanell

Ramón Osorio Vásquez (nacido en Nagua, República Dominicana el 8 de julio de 1955) es un escultor dominicano.

## Biografía
En el año 1976 ingresa en la Escuela Nacional de Bellas Artes, siendo sus profesores Fernando Ureña Rib, Antonio Rodríguez, Gaspar Mario Cruz y Joaquín Mordán Ciprian.
En 1980 se gradúa en la Escuela Nacional de Bellas Artes. Durante un año trabaja la talla de madera en el taller del gran escultor dominicano Gaspar Mario Cruz. 
En 1984 realiza estudios sobre técnicas de la escultura en la Universidad Complutense de Madrid, España.
A su regreso se mantiene como asistente de Gaspar Mario Cruz durante más de 15 años.
Durante el año 2011 realiza la obra "El Divino Niño", que posiblemente sea la reproducción del Divino Niño más grande del mundo, ya que tiene una altura de unos 10 metros aproximadamente. La obra se encuentra situada en Constanza, República Dominicana, zona de peregrinación de muchos creyentes.

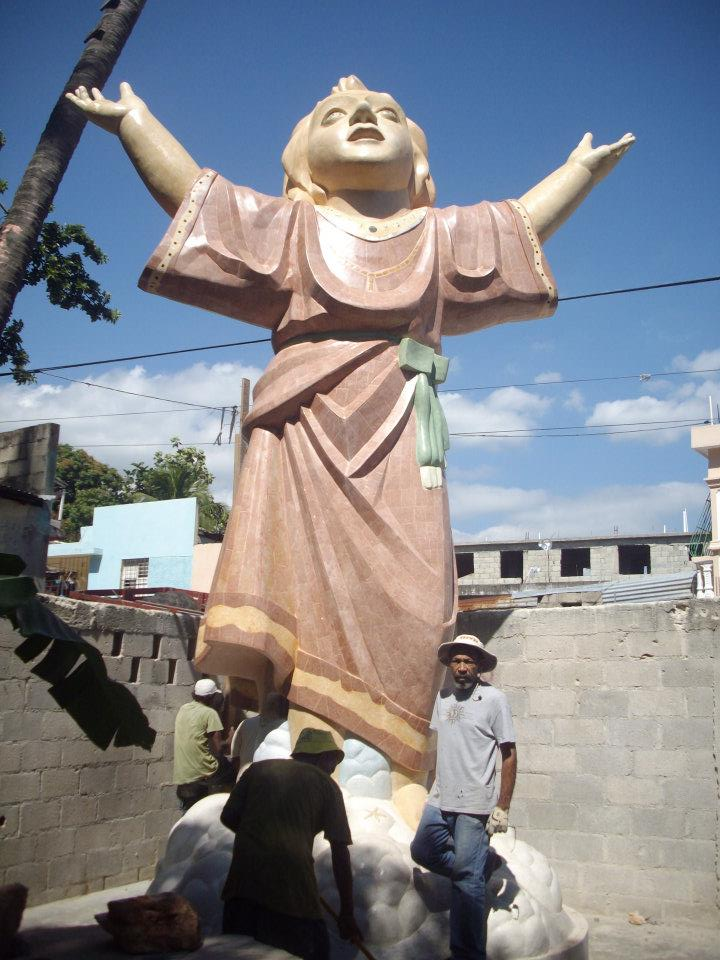
Ramón Osorio, junto al Divino Niño, a finales de 2011, antes de su traslado a Constanza

## Exposiciones más importantes
- 1980 - Participa en su primera exposición colectiva en casa de Teatro “Grupo Aqua”.

- 1981 - “Nuevos Valores”, Hostal Nicolás de Ovando, Santo Domingo, República Dominicana. XV Bienal Nacional de Artes Plásticas, Galería de Arte Moderno, Santo Domingo, República Dominicana.

- 1982 - “Plástica Dominicana Contemporánea”, La Habana, Cuba. “100 años de luz”, Concurso del Centenario de San Pedro De Macorís, San Pedro de Macorís, República Dominicana. “Expo Colectiva”, con motivo del Día Mundial de la Alimentación., Galería de Arte Moderno, Santo Domingo, República Dominicana. Exposición sobre “identidad cultural”, Universidad Nacional Pedro Henríquez Ureña, Santo Domingo, República Dominicana.

- 1983 - “Alto Relieve”, Residencia de Paul Mercedes, Santo Domingo, República Dominicana. “La Generación del 80 – Sus Inicios”, Casa de Bastidas, Santo Domingo República Dominicana y Altos de Chavón, La Romana, República Dominicana. XVI Bienal Nacional de Artes Plásticas, Galería de Arte Moderno, Santo Domingo, República Dominicana. Primera exposición individual, Galería Paiewonsky, Santo Domingo, República Dominicana.

- 1985 - Segunda exposición individual (dibujos y esculturas), Galería de Arte Arawak, Santo Domingo República Dominicana. “Artistas de la República Dominicana”, Hotel Sheraton, Santo Domingo, República Dominicana. “Generación del 80”, Exposición Aniversario, Galería de Arte Moderno, Santo Domingo, República Dominicana.

- 1986 - “Primer Simposio Iberoamericano de esculturas”, Galería de Arte Moderno, Santo Domingo, República Dominicana. “40 Artistas”, Centro de Arte Sebelen, Santo Domingo, República Dominicana.

- 1989 - Contratado por el maestro Gaspar Mario Cruz como asistente, para tallar los paneles de las puertas de la Catedral Santiago Apóstol en Santiago, República Dominicana.

- 1990 - Con su obra titulada Marina (12 x 25 x 10, en alabastro) obtiene el primer premio de escultura de la Bienal Nacional de Artes Visuales, Museo de Arte Moderno, Santo Domingo, República Dominicana. En ese mismo año construye dos enanos de 5 metros  para la Juguetería Cuesta, Plaza Central, Santo Domingo, República Dominicana.

- 1994 - Contratado por el diseñador español Pepe Deudero para tallar el esqueleto de una ballena de 18 metros en el Restaurante de Especialidades del Hotel Iberostar, Bávaro, Higuey, República Dominicana.

- 1995 - “Abstracciones & Figuraciones: Carlos Despradel / Ramón Osorio”, Fundación Centro Cultural Altos de Chavón, Museo Arqueológico Regional, La Romana, República Dominicana.

- 1996 - “Encuentro”, Voluntariado del Museo de las Casas Reales /  Casa de Bastidas, Santo Domingo, República Dominicana.
- 2000 - “Noblesse Oblige”, Museo de Arte Moderno, Santo Domingo, República Dominicana. 3ª Exposición individual, Museo de Arte Moderno, Santo Domingo, República Dominicana. 15 artistas latinoamericanos en Israel, realiza escultura de 2 metros en mármol para la Universidad Netanya “Columna Ceremonial”.

En la actualidad trabaja para su 4ª exposición individual.

## Premios obtenidos
- 1979: Mención del Jurado en el Concurso Jaime Colson, Secretaría de Estado de Educación, Santo Domingo, República Dominicana.

- 1980: Primer Premio en Escultura de la Escuela Nacional de Bellas Artes.

- 1981: Primer Premio de modelado de la Escuela Nacional de Bellas Artes.
- 1982: Primer Premio de modelado de la Escuela Nacional de Bellas Artes. Primer Premio de Escultura en el Concurso de la Galería Arawak, Santo Domingo, República Dominicana.
- 1983: Primer Premio de Escultura del X Concurso Bienal de Arte E. León Jiménes, Santiago, República Dominicana.

- 1985: Segundo Premio de Escultura del XI Concurso Bienal de Arte E. León Jiménes, Santiago, República Dominicana.
- 1990: Primer Premio de Escultura de la XVII Bienal Nacional de Artes Visuales, Museo de Arte Moderno, Santo Domingo, República Dominicana.

- 1999 Recibe Homenaje del Círculo de Artistas Plásticos de Los Alcarrizos, Dentro de la Tercera Feria Expo-Alcarrizos 99, Santo Domingo República Dominicana.

Las obras de Ramón Osorio se encuentran en colecciones públicas y privadas, en Puerto Rico, Estados Unidos, España, Corea, Aruba y República Dominicana.